# Thomas Meilstrup
Thomas Meilstrup (født 23. januar 1998) er en dansk sanger og skuespiller. Han er søn af Melodigrandprix-stjernen Gry Meilstrup og komponisten Per Meilstrup.
I 2008 spillede han Læris i filmen Frode og alle de andre rødder, som i øvrigt er instrueret af Bubber. Forinden det var han aktiv i Eventyrteatret, hvor han fik undervisning i skuespil, dans og sang. Meilstrup har været gæst ved Stig Rossens julekoncerter. Han har også deltaget i slotskoncert på Ledreborg. I 2011 blev han udvalgt af Tim Schou (forsangeren i A Friend In London), til at være med i programmet Skjulte Stjerner. Thomas og Tim Schou vandt programmet, og Thomas vandt 250.000 kroner. Lige efter programmets slutning udgav han singlen "Almost There", som Tim Schou medvirker på. I 2023 lagde han dansk stemme til Prins Erik (Jonah Hauer-King) i Disneys genindspilning af Den Lille Havfrue fra 1989, og sang dermed den danske version af sangen "Wild Uncharted Waters" ("Ud hvor bølger bruser").

## Diskografi
- 2011: "Almost There" (featuring Tim Schou)

## Filmografi
- Den Lille Havfrue (2023) – Prins Erik
- Happy Feet 2 (2011) - Synger Eriks opera.[1]
- Frode og alle de andre rødder (2008) – Læris